# Ciberliteratura
O Termo ciberliteratura designa livros que são criados e disponibilizados em meio digital, muitas vezes possuindo recursos multimídia.

## Terminologia
Muitas vezes a raiz ciber é associada em sentido lato a ciberespaço e portanto abrangendo toda a manifestação literária circulante nesse domínio; nesta acepção será mais apropriado o termo, já em uso, de webliteratura e de ciberarte. Numa acepção mais restrita, ciberliteratura implica a raiz ciber ligada à sua origem etimológica grega (Κυβερνήτης: significando condutor, governador, piloto) ou seja, respeitante à automação e à cibernética. Segundo Pedro Barbosa (1996), o termo ciberliteratura é proposto para designar um género literário em que o computador é utilizado criativamente como uma "máquina semiótica manipuladora de sinais". O mesmo conceito é adoptado no portal da Electronic Literature Organization .

## Histórico
Após os experimentos pontuais de Theo Lutz, Couffignal e Balestrini, os primeiros livros em suporte papel inteiramente publicados como resultado de literatura gerada em computador foram Poemas V2, de Angel Carmona (Espanha, 1976) e Autopoemas gerados em computador, de Pedro Barbosa (Portugal, 1977). Trata-se de literatura programada em que o algoritmo gera um padrão textual (texto-matriz) e o computador explora o infinito campo de possíveis aberto potencialmente por essa estrutura literária. Daí que outras designações, em diferentes países, concorram para designar um procedimento literário similar: literatura potencial, infoliteratura, literatura algorítmica, texto automático ou literatura generativa.
Alain Vuillemin no seu livro Littérature et Informatique (1996) propôs na França o termo LGO (sigla francesa de LGC: Literatura Gerada por Computador) para designar globalmente todo este tipo novo de criação literária. Na verdade o procedimento textual usado cria uma cisão entre algoritmo criativo e os textos gerados ou a gerar, daí o seu carácter virtual. No âmbito da literatura portuguesa, poderá citar-se Teoria do Homem Sentado (1996) e Motor Textual (2001), ambos de Pedro Barbosa, como exemplo de primeiros livros virtuais em suporte digital dinâmico publicados na linha desta tendência generativista. Mais recentemente, outros autores como Rui Torres (com Amor de Clarice, 2006) vêm desenvolvendo o seu trabalho em literatura programada associando à generatividade da base de componentes fortemente multimédia e interactivos que os situam numa continuidade renovada da poesia sonora e visual animada por computador. Contudo, a maioria das produções estéticas elaboradas neste domínio são directamente lançadas na Web e aí divulgadas nas respectivas línguas, o que se traduz numa enorme diversidade babélica de experiências criativas ainda difíceis de sistematizar, porque em pleno processo evolutivo.

## Webficção
Obras de ficção baseadas em Web datam dos primeiros dias da World Wide Web, incluindo a popular "The Spot" (1995 - 1997), uma história contada por meio de entradas de diário dos personagens e interações dos leitores. The Spot incentivaram a crição de muitos sites semelhantes, incluindo Ferndale e East Village, ainda que estes não foram tão bem-sucedido e não duraram muito tempo.
Os livros publicados diretamente em redes sociais como o Facebook, são um tipo de webficção ao usar a rede social para propor a interação do público através de comentários. Um exemplo é o livro "Só o Pó" de Claudia Steiner que trata do relacionamento de quatro amigos que só se relacionam pela rede social.